# Nils Grandelius
Nils Grandelius (ur. 3 czerwca 1993 w Lund) – szwedzki szachista, arcymistrz od 2010 roku.

## Kariera szachowa
Pierwszy sportowy sukces odniósł w 2005 r., zwyciężając w turnieju SK Mumiens Turnering w Lund. Wielokrotnie startował w mistrzostwach świata i Europy juniorów w różnych kategoriach wiekowych, największy sukces odnosząc w 2010 r. w Porto Carras, gdzie zdobył brązowy medal mistrzostw świata juniorów do 18 lat. W 2011 r. zdobył w Albenie tytuł mistrza Europy do 18 lat.
W 2007 r. zdobył w Sztokholmie tytuł mistrza Szwecji juniorów w kategorii do 20 lat. W 2008 r. zadebiutował w finale indywidualnych mistrzostw kraju w Växjö (zajmując VII m.) oraz zwyciężył w międzynarodowym turnieju w Ołomuńcu, wypełniając pierwszą arcymistrzowską normę. W 2009 r. w kolejnym turnieju w Ołomuńcu podzielił I m. (wspólnie z Konstantinem Maslakiem, jednocześnie wypełniając druga normę na tytuł arcymistrza), zajął II m. (za Nigelem Shortem) w turnieju Sigeman & Co w Malmö, zwyciężył w Lund (turniej Schackstudions IM-Turnering). W 2010 r. na turnieju Bosna w Sarajewie wypełnił trzecią arcymistrzowską normę i został najmłodszym w historii szwedzkim szachistą, który otrzymał ten tytuł. W 2013 r. zwyciężył w turnieju Grand Europe open w Złotych Piaskiach oraz zdobył w Örebro srebrny medal indywidualnych mistrzostw Szwecji.
Wielokrotnie reprezentował Szwecję w turniejach drużynowych, m.in.:
- trzykrotnie na olimpiadach szachowych (w latach 2010, 2012, 2014)[5],
- dwukrotnie na drużynowych mistrzostwach Europy (w latach 2011, 2013)[6],
- na olimpiadzie szachowej juniorów do 16 lat (w roku 2006)[7].

Najwyższy ranking w dotychczasowej karierze osiągnął 1 marca 2019 r., z wynikiem 2694 punktów zajmował wówczas 48. miejsce na światowej liście FIDE oraz 1. miejsce wśród szwedzkich szachistów.